# Sam'al

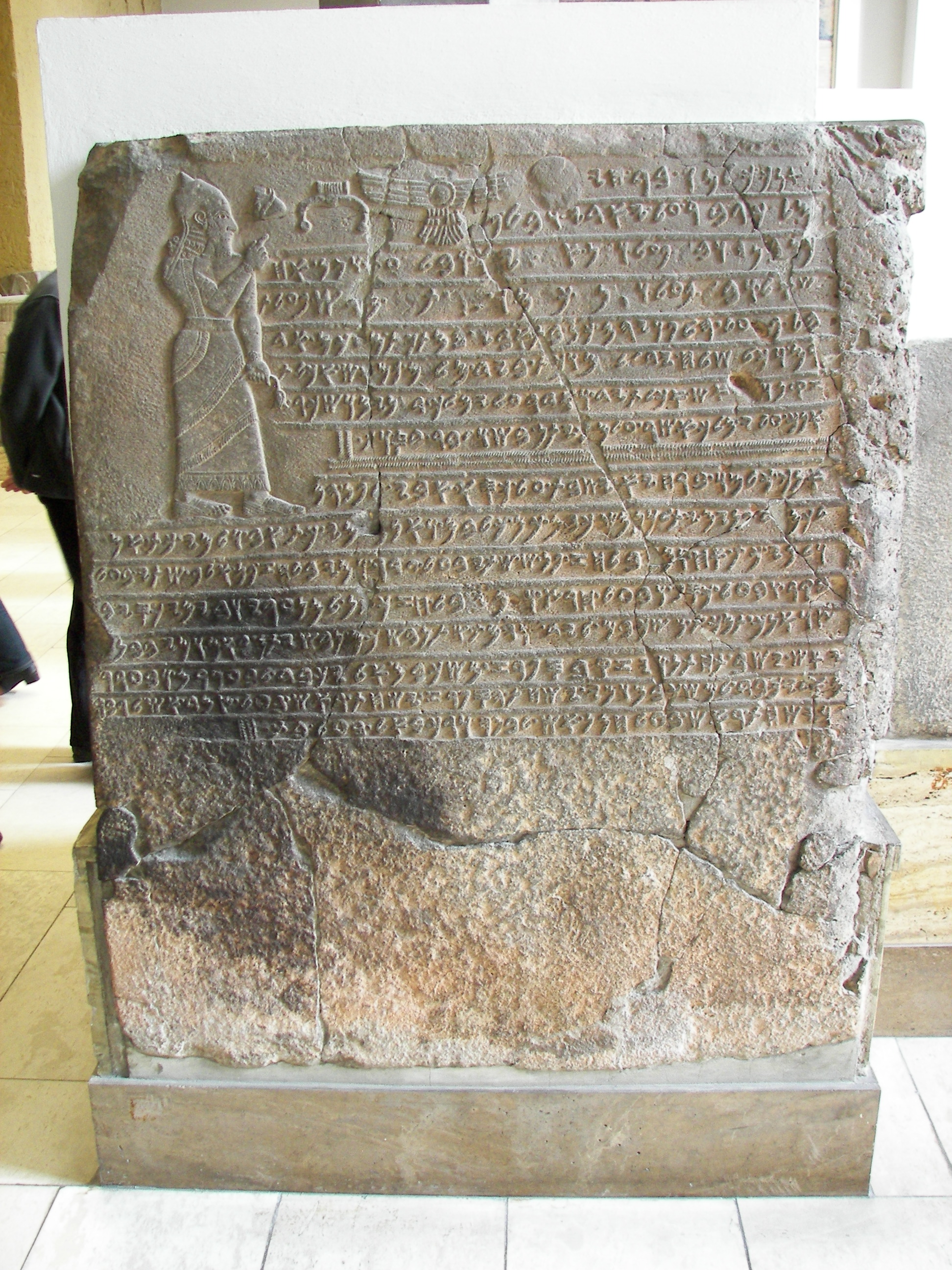
Inscripció del príncep Kilamuwa de Samal (Museu de Pergamon)

Sam'al (actualment, Hüyük Zincirli o Zengirli; antic otomà, Zendjirli), a la província de Gaziantep, Turquia) fou una ciutat hitita situada a les muntanyes de l'Antitaurus del modern centre-sud de Turquia. Està a uns 15 quilòmetres al nord d'Antioquia.

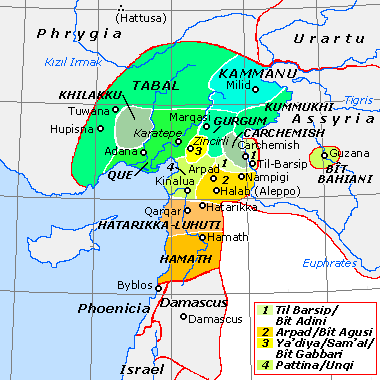
Mapa històric dels estats neohitites, c. 800 aC, on es mostra la localització de Sam'al i la moderna Zincirli.

El lloc de Sam'al va ser ocupat originalment a l'edat del bronze i, més tard, va passar a formar part del Regne de Yamhad a principis del segon mil·lenni aC. Va ser absorbit per l'Imperi Hitita durant la meitat d'aquest mil·lenni. Després de la caiguda dels hitites, passà a ser controlada per neohitites fins a l'arribada dels arameus, quan la ciutat va esdevenir la capital del Regne de Samal o Sam'al. Amb l'auge de l'Imperi neoassiri, Sam'al va esdevenir una ciutat vassalla de l'estat i, més tard, una província d'aquest imperi. Aquesta situació va acabar al segle VII aC, amb la davallada del poder neoassiri.
El lloc va ser excavat el 1888, 1890, 1890-91, 1894 i 1902 per una expedició alemanya de l'Oriental Society, dirigida per Felix von Lüscher i Robert Koldewey.